# 指宿清秀
指宿清秀（いぶすき きよひで、1927年2月18日 - ）は、日本の国会職員。第9代参議院事務総長、元財団法人奄美奨学会理事長。柔道家の徳三宝は伯父にあたり位牌を継ぐ親戚関係にある。

## 年譜
- 1927年2月18日 - 鹿児島で誕生。兄5人姉2人弟3人の11人兄弟の6男として奄美大島で育つ。
- 1943年 - 陸軍士官学校入校
- 1946年 - 法政大学法学部政治学科入学。
- 1949年 - 参議院事務局入局。議事部長、事務次長などを歴任。
- 1981年 - 第9代参議院事務総長 （1981年12月21日-1985年12月20日）
- 1986年 - 国立国会図書館長 （1986年9月12日 - 1990年6月30日）
- 1999年 - 勲一等瑞宝章受章。